# Terrina

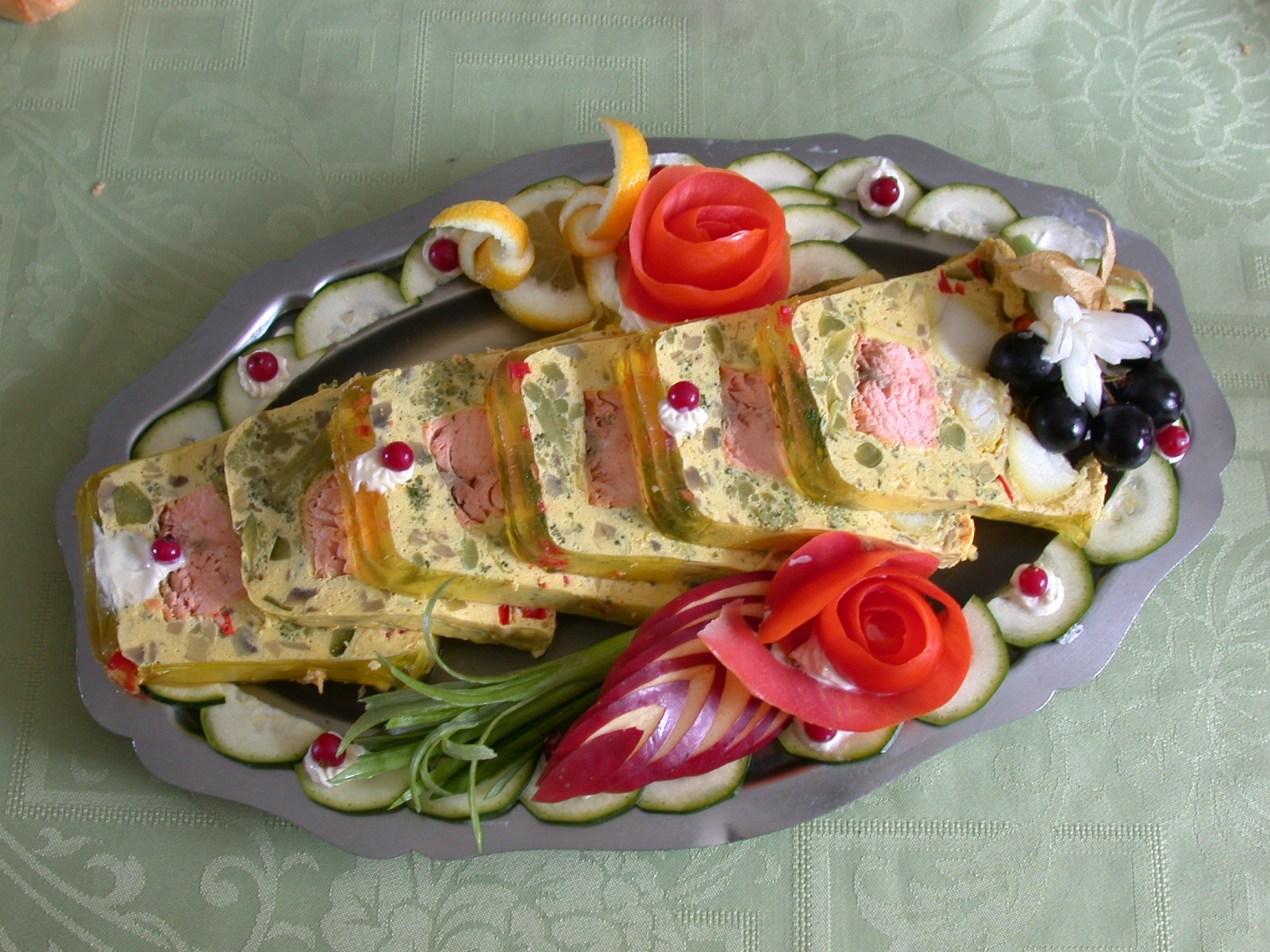
Terrina de salmó i alfàbrega.

Una terrina és un atuell de fang vidriat (terracota, en francès terre cuite) amb els costats verticals i una tapa que ajusta fermament, de forma rectangular o oval, usat en la cuina. Les versions modernes també es fabriquen en ferro colat esmaltat.
Per extensió, el terme també al·ludeix a l'aliment preparat i servit en una terrina, principalment carn de caça o cérvol, formatge de cap de porc i patés. Si es premsa i refreda, tallant-se en rodanxes per servir-la, una terrina es converteix en paté, que Julia Child va definir com «un pastís de carn fred de luxe».